# Chrysometa aureola
Chrysometa aureola är en spindelart som först beskrevs av Eugen von Keyserling 1884.  Chrysometa aureola ingår i släktet Chrysometa och familjen käkspindlar. Inga underarter finns listade i Catalogue of Life.